# Passalidae
I Passalidi (Passalidae Leach, 1815) sono una famiglia di coleotteri scarabeoidei, diffusa in tutte le regioni tropicali con circa 550 specie.

## Morfologia

### Adulto
I Passalidi presentano una morfologia estremamente uniforme, così che tutte le specie appaiono molto simili tra di loro.

Il corpo è di solito nero lucido, cilindrico, col pronoto solcato longitudinalmente e con le elitre striate. La parte ventrale e, spesso anche quella superiore è appiattita.

Le mandibole sono piccole e spesso un piccolo corno ricurvo è presente sulla testa.

La loro caratteristica più saliente sono le antenne, non genicolate, né con scapo allungato, ma in grado di arrotolarsi verso l'interno, caso unico nei coleotteri.

Alcune specie superano anche i 7 cm di lunghezza.

Il dimorfismo sessuale è praticamente inesistente,

### Larva
La larva dei Passalidi si discosta da quelle di tutti gli altri scarbeoidei, per non essere di tipo melolontoide (cioè a forma di "C"), apparendo piuttosto simile a quella dei Tenebrionidi. A differenza di queste, non è però pigmentata né sclerificata.

## Biologia

### Adulto

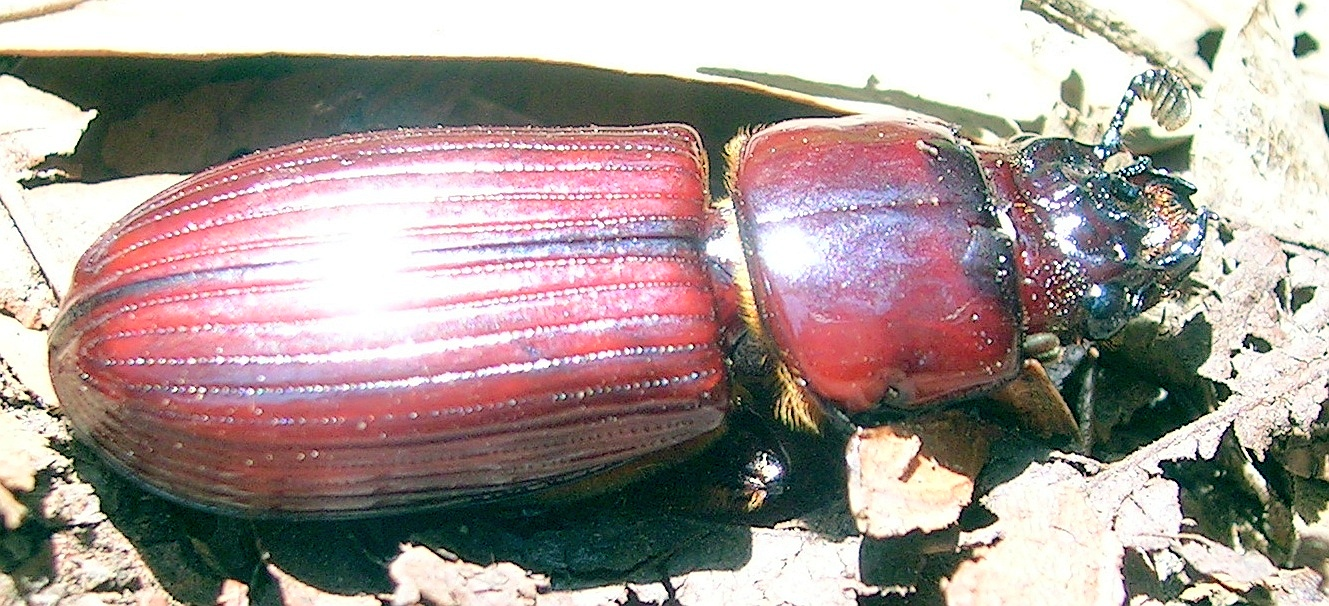
Adulto immaturo di Odontaeniius disjunctus

I passalidi vivono spesso in gruppi dentro tronchi marcescenti di latifoglie all'interno dei quali scavano profonde e lunghissime gallerie piene di rosume.

Possono essere rinvenuti allo stadio di adulto in qualunque stagione dell'anno e a qualunque latitudine. La specie nord americana Odontotaenius disjunctus (Illiger) può essere rinvenuto sotto tronchi coperti di neve in pieno inverno. Talora alcuni esemplari mostrano una colorazione rossastra anziché nera, poiché si tratta di individui immaturi, che si scuriranno col tempo.

Gli adulti di passalidi mostrano un comportamento sociale, in quanto si tratta dell'unica famiglia di coleotteri che si prende cura della propria prole, nutrendola ed aiutandola a costruire la cella ninfale.

Gli adulti secernono anche un caratteristico odore, molto pregnante e chiaramente distinguibile anche dall'uomo, e sono in grado di emettere fino a 14 suoni differenti attraverso lo sfregamento delle elitre sull'addome e le ali posteriori.
Entrambe queste caratteristiche permettono una comunicazione sociale unica tra i coleotteri.

### Larva
Il primo nutrimento della larva è costituito da escrementi di altri individui, in modo da acquisire i microorganismi per la digestione della cellulosa.

Le larve vivono insieme agli adulti e sono in grado anch'esse di produrre suoni, grattando il terzo paio di zampe su una zona rugosa della coxa del secondo paio.

## Tassonomia
La famiglia comprende le seguenti sottofamiglie e tribù:
- Sottofamiglia Aulacocyclinae Kaup, 1868
  - Tribù Aulacocyclini Kaup, 1868
  - Tribù Ceracupedini Boucher, 2006

- Sottofamiglia Passalinae Leach, 1815
  - Tribù Leptaulacini Kaup, 1871
  - Tribù Macrolinini Kaup, 1871
  - Tribù Passalini Leach, 1815
  - Tribù Proculini Kaup, 1868
  - Tribù Solenocyclini Kaup, 1871

### Alcune specie

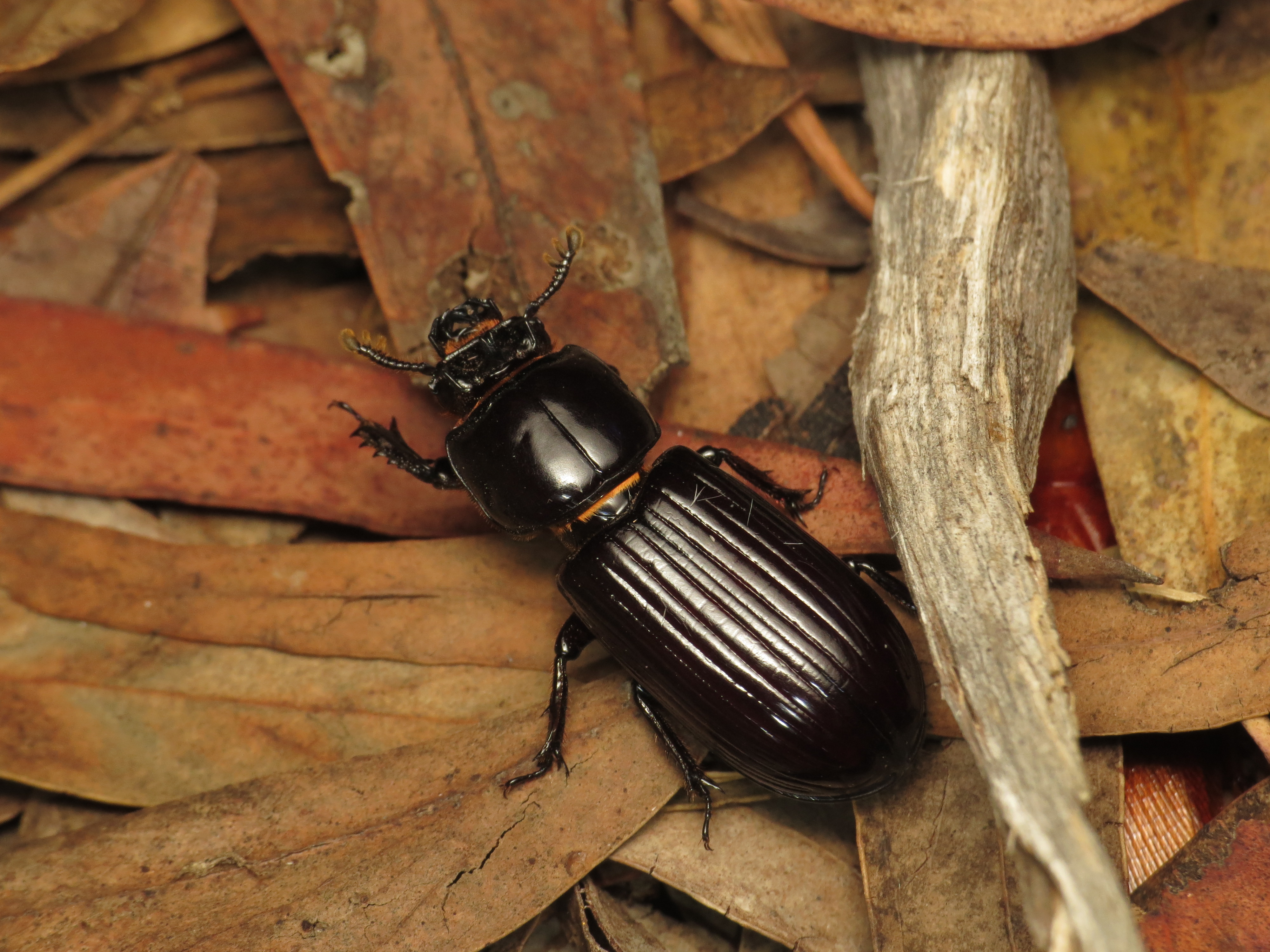
Aulacocyclus edentulus
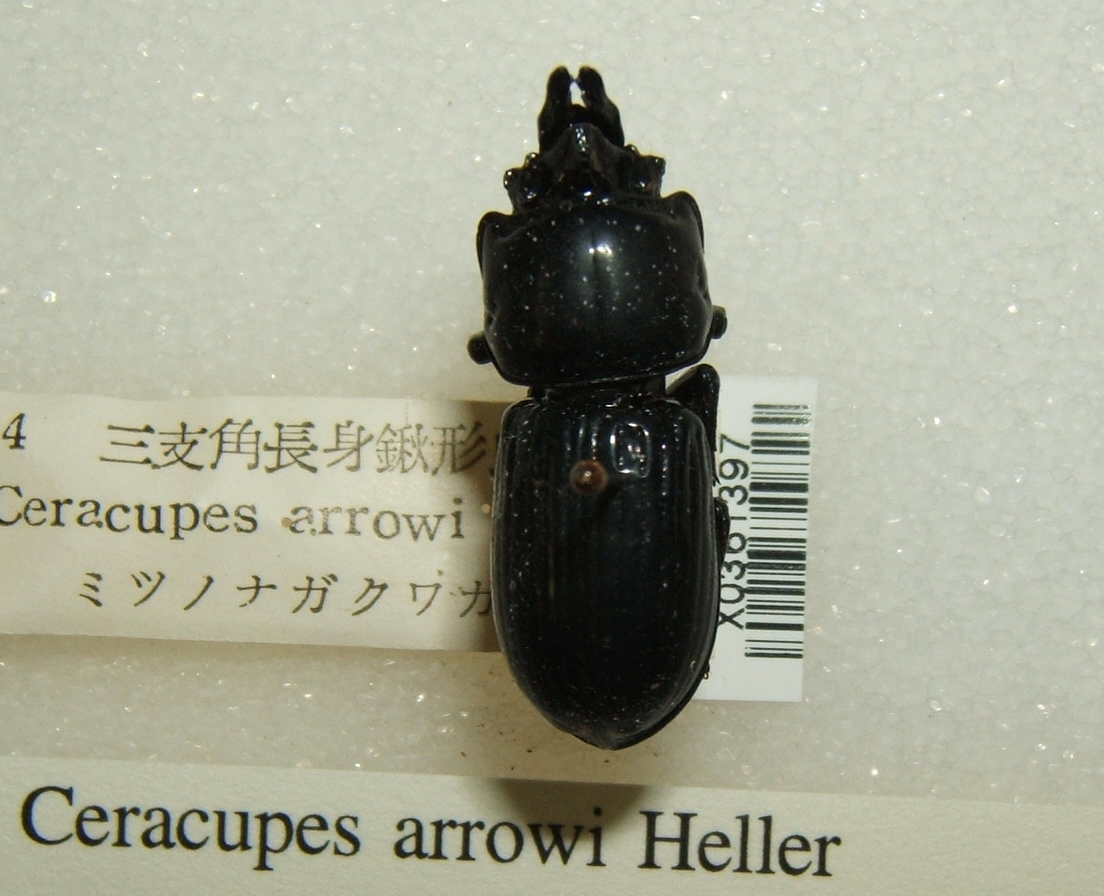
Ceracupes arrowi
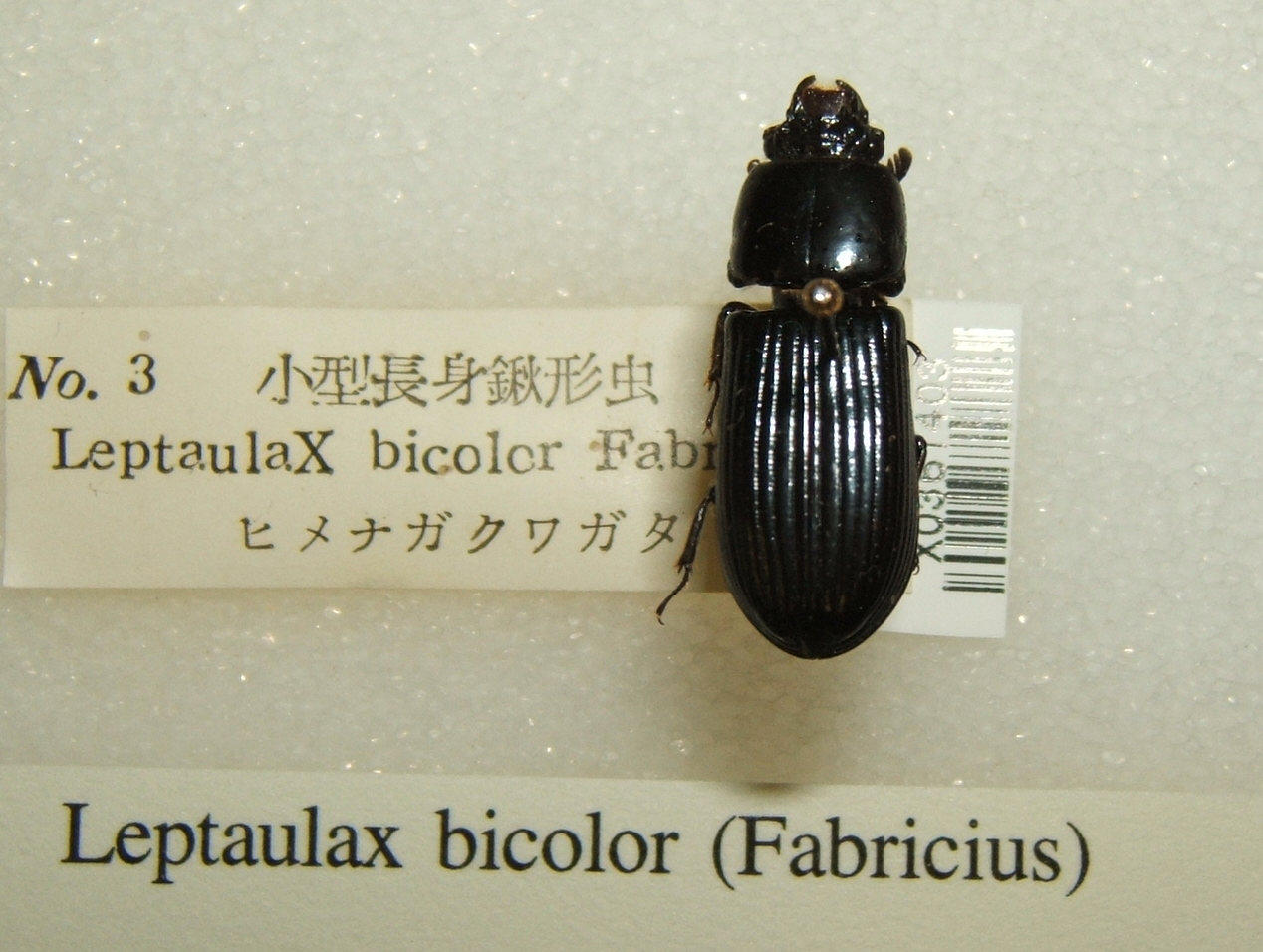
Leptaulax bicolor
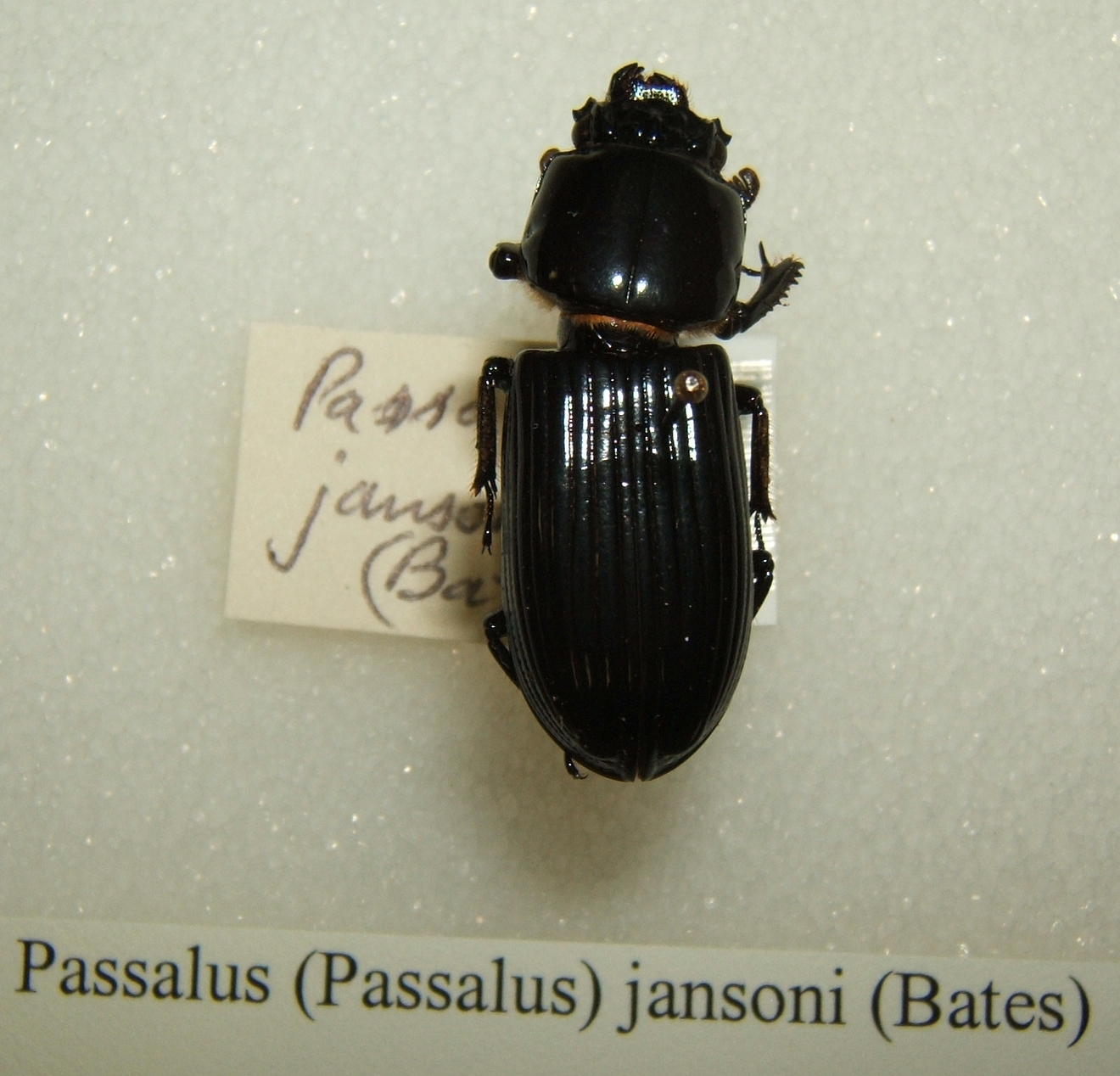
Passalus jansoni